# Изгоняющий дьявола (франшиза)
«Изгоняющий дьявола» (англ. The Exorcist) — серия хоррор фильмов, созданная на одноимённом романе ужасов Уильяма Питера Блэтти 1971 года (сам по себе вдохновленный «Изгнанием дьявола» Роланда Доу 1949 года) и наиболее заметно показанная в экранизации романа 1973 года и многих последующих приквелах и продолжениях. Все фильмы посвящены вымышленным рассказам о людях, одержимых Пазузу, главным антагонистом серии, и усилиям религиозных авторитетов по борьбе с этой одержимостью.
Фильмы собрали в мировом кинотеатральном прокате свыше 710 миллионов долларов, а роман разошёлся тиражом более 13 миллионов копий. 20th Television в 2016 году разработала телесериал как продолжение фильма 1973 года, получившего в целом положительные отзывы. На 2020 год в разработке находилась перезагрузка франшизы, которая впоследствии была заменена на прямое продолжение фильма 1973 года с Дэвидом Гордоном Грином в качестве режиссёра. Фильм вышел 6 октября 2023 года.

## Романы

### Изгоняющий дьявола (1971)
Роман американского писателя Уильяма Питера Блэтти, который вышел в 1971 году. В книге подробно рассказывается о демонической одержимости двенадцатилетней Риган МакНил, дочери известной актрисы, и двух священниках, которые пытаются изгнать демона. Она была опубликована издательством Harper & Row. На написание романа Уильяма Блэтти вдохновил случай, произошедший в пригороде Сент-Луиса (штат Миссури) в 1949 году, когда католический священник Раймонд Дж. Бишоп изгонял беса из мальчика, якобы ставшего одержимым после использования спиритической доски. Действие романа происходит в Вашингтоне, недалеко от кампуса Джорджтаунского университета. В сентябре 2011 года роман был переиздан издательством HarperCollins в честь его 40-летия с небольшими изменениями, внесёнными Блэтти.

### Легион (1983)
«Легион» — продолжение оригинального романа, вышедшее в 1983 году. В 1990 году вышел фильм «Изгоняющий дьявола 3», который был снят на основе данного романа. Фильм также был связан с одержимостью демоном. Книга стала предметом судебного разбирательства по поводу её исключения из списка бестселлеров New York Times.

### Изгоняющий дьявола: Начало (2004)
Новеллизация одноимённого фильма. Написанная Стивеном Пизиксом, она была выпущена издательством Pocket Star 4 октября 2004 года.

## Фильмы
| Фильм                                 | Дата выпуска    | Режиссёр            | Сценарист(ы)                      | Сюжет                                          | Продюсер(ы)                                    |
| ------------------------------------- | --------------- | ------------------- | --------------------------------- | ---------------------------------------------- | ---------------------------------------------- |
| Изгоняющий дьявола                    | 26 декабря 1973 | Уильям Фридкин      | Уильям Питер Блэтти               | Уильям Питер Блэтти                            | Уильям Питер Блэтти                            |
| Изгоняющий дьявола 2                  | 17 июня 1977    | Джон Бурмен         | Уильям Гудхарт                    | Уильям Гудхарт                                 | Джон Бурмен и Ричард Ледерер                   |
| Изгоняющий дьявола 3                  | 17 августа 1990 | Уильям Питер Блэтти | Уильям Питер Блэтти               | Уильям Питер Блэтти                            | Картер ДеХевен и Джеймс Дж. Робинсон           |
| Изгоняющий дьявола: Начало            | 20 августа 2004 | Ренни Харлин        | Алекси Хоули                      | Уильям Вишер и Кэлеб Кэрр                      | Джеймс Дж. Робинсон                            |
| Изгоняющий дьявола: Приквел           | 20 мая 2005     | Пол Шредер          | Уильям Вишер и Кэлеб Кэрр         | Уильям Вишер и Кэлеб Кэрр                      | Джеймс Дж. Робинсон                            |
| Изгоняющий дьявола: Верующий          | 6 октября 2023  | Дэвид Гордон Грин   | Питер Саттлер и Дэвид Гордон Грин | Скотт Тимс, Дэнни Макбрайд и Дэвид Гордон Грин | Джейсон Блам, Джеймс Робинсон и Дэвид Робинсон |
| Безымянный фильм о Изгоняющем дъявола | TBA             | Майк Флэнаган       | Майк Флэнаган                     | Майк Флэнаган                                  | Тревор Мэйси и Майк Флэнаган                   |

### Изгоняющий дьявола (1973)
Сверхъестественный фильм ужасов, поставленный режиссёром Уильямом Фридкином по роману Уильяма Питера Блэтти «Изгоняющий дьявола» (1971).
В семью известной актрисы приходит беда. Её несовершеннолетняя дочь начинает вести себя невменяемо. Мать полагает, что это следствие её личной трагедии, врачи подозревают психическое заболевание и не в силах поставить диагноз. Специально приглашенный священник подозревает, что девочка одержима дьяволом. Экранизация верна книге, которая сама по себе была коммерчески успешной.

### Изгоняющий дьявола 2 (1977)
Американский фильм ужасов, снятый Джоном Бурменом по сценарию Уильяма Гудхарта.
Странные кошмары преследуют Риган МакНил через четыре года после изгнания злого духа из её тела, священник-иезуит, посланный Ватиканом и самоотверженный детский психиатр объединяют усилия, чтобы раскрыть тайну подсознания Риган. В центре сюжета — отец Филлип Ламонт, священник, борющийся со своей судьбой, совершает обряд экзорцизма над одержимой южноафриканской девушкой. Впоследствии Ламонта вызывает Кардинал и поручает ему расследовать обстоятельства смерти отца Меррина, убитого во время обряда изгнания ассирийского демона Пазузу из Риган Макнейл. Кардинал информирует Ламонта, что Церковь не хочет признавать возможности прямого воздействия Сатаны. Несмотря на одобрение епископом проведения обряда экзорцизма МакНил, церковь больше не убеждена в том, что МакНил действительно была одержимой, и противоречивый характер книг Меррин на эту тему пересматривается как политически и теологически подозрительный.

### Изгоняющий дьявола 3 (1990)
Психологический фильм ужасов, написанный для экранизации и снятый Уильямом Питером Блатти на основе его романа 1983 года.
Действие происходит через пятнадцать лет после событий оригинального фильма, игнорируя события «Изгоняющего дьявола 2». В фильме рассказывается о персонаже из оригинального фильма, лейтенанте Уильяме Киндермане, который расследует серию демонических убийств в Джорджтауне, имеющих черты Близнецов, покойного серийного убийцы.
Первоначально фильм назывался «Легион», но был кардинально изменён после переписывания и пересъёмок по заказу студии Morgan Creek Productions. Несмотря на свои опасения по поводу навязанных студией пересъёмок, Блэтти гордится готовой версией фильма, заявив: «Это по-прежнему превосходный фильм. И, на мой взгляд, и извините меня, если я проронил тут ересь, но для меня это более пугающий фильм, чем «Изгоняющий дьявола»».

### Изгоняющий дьявола: Начало (2004)
Фильм ужасов о сверхъестественном, снятый Ренни Харлином по сценарию Алекси Хоули, служит приквелом к «Изгоняющему дьявола». «Изгоняющий дьявола: Начало» был переработан из уже завершённого пятого фильма Пола Шредера «Изгоняющий дьявола: Приквел», который, как опасались руководители Morgan Creek Productions, не увенчается успехом.
После Второй мировой войны молодой отец Ланкестер Меррин, отягощенный воспоминаниями об ужасах войны и усомнившийся в своём призвании, решил покинуть Европу. Вспомнив о своём дипломе археолога, Меррин присоединился к экспедиции, занимающейся раскопками в отдалённом районе Африки.

### Изгоняющий дьявола: Приквел (2005)
Фильм служит альтернативным приквелом к «Изгоняющему дьявола». Официальный приквел к первому фильму до того, как его переделали, чтобы превратить в «Изгоняющему дьявола: Начало», поскольку руководители Morgan Creek Productions опасались, что уже законченный фильм будет неудачным. Фильм привлёк внимание и вызвал споры ещё до своего выхода в 2004 году; он претерпел ряд режиссёрских и сценарных изменений, так что в итоге были выпущены две версии. Первоначально Джон Франкенхаймер был нанят в качестве режиссёра проекта, но он ушёл до начала съемок из-за проблем со здоровьем. Затем его сменил Пол Шредер. По завершении студия отклонила версию Шредера как слишком медлительную и наняла другого режиссёра для переработки фильма. Через девять месяцев после выхода переработанного фильма оригинальная версия Шредера, получившая итоговое название «Изгоняющий дьявола: Приквел», была выпущена в небольшом кинотеатральном прокате.
Спустя три года после окончания Второй Мировой Войны, святой отец Ланкестер Мэррин оказывается на археологических раскопках, развернувшихся на территориях в восточной Африке, принадлежащих Британии. Он встречается с командой археологов, которые пытаются раскопать церковь, которая, по их мнению, была погребена на протяжении долгих веков.

### Изгоняющий дьявола: Верующий (2023)
Проект был анонсирован в августе 2020 года в качестве перезапуска франшизы. В декабре Blumhouse Productions и Morgan Creek уточнили, что фильм будет не перезапуском, а прямым продолжением оригинального фильма, режиссёром которого выступит Дэвид Гордон Грин. Продюсерами выступят Джейсон Блюм, Дэвид Робинсон и Джеймс Робинсон.
В июле 2021 года стало известно, что в разработке находится трилогия сиквелов с Дэвидом Гордоном Грином в качестве режиссёра каждого фильма. Грин и Питер Саттлер напишут сценарий по рассказу Грина, Скотта Тимса и Дэнни Макбрайда. Джейсон Блюм выступит в качестве продюсера вместе с Джеймсом и Дэвидом Робинсонами.
Премьера фильма в США состоялась 6 октября 2023 года.

### Будущий фильм
В июле 2021 года, когда была анонсирована трилогия новых фильмов об «Изгоняющем дьявола», было подтверждено, что одновременно разрабатываются два продолжения. Дэвид Гордон Грин был назначен режиссёром, в то время как работа над сценариями для двух дополнительных фильмов продолжается. К июлю 2023 года фильм получил официальное название «Изгоняющий дьявола: Обманщик» и должен выйти в прокат 18 апреля 2025 года. В июле 2023 года фильм получил официальное название «Изгоняющий дьявола: Обманщик » и была объявлена дата премьеры - 18 апреля 2025 года. 11 января 2024 года, когда Грин ушел с поста режиссера, сосредоточившись на производстве фильма «Щелкунчики» с Беном Стиллером в главной роли, а также четвертого сезона сериала HBO Праведные Джемстоуны, фильм был удален из плана релизов Universal. В мае 2024 года стало известно, что на пост режиссёра следующего фильма ведутся переговоры с Майком Флэнаганом. Позже, в том же месяце, Флэнаганом был утверждён на пост режиссёра нового «Изгоняющего дьявола», который станет перезапуском серии, а планы на трилогию были отменены из-за холодного приёма «Верующего».

## Телевидение
В 2016 году 20th Television разработала телесериал «Изгоняющий дьявола», задуманный как продолжение фильма. Он продлился два сезона и вскоре был отменён телеканалом Fox в мае 2018 года.

## Релиз

### Кассовые сборы
| Фильм | Дата выхода     | Сборы            | Сборы             | Сборы           | Рейтинг сборов             | Рейтинг сборов | Бюджет      | Ссылки        |
| Фильм | Дата выхода     | Северная Америка | Другие территории | Мировые         | Позиция в Северной Америке | Позиция в Мире | Бюджет      | Ссылки        |
| --- | --------------- | ---------------- | ----------------- | --------------- | -------------------------- | -------------- | ----------- | ------------- |
| Изгоняющий дьявола | 26 декабря 1973 | $233,005,644     | $136,017,945      | $441,306,145    | #168                       | #298           | $12 млн     | [ 26 ] [ 27 ] |
| Изгоняющий дьявола 2 | 17 июня 1977    | $30,749,142      |                   | $30,749,142     | #3,321                     |                | $14 млн     | [ 28 ]        |
| Изгоняющий дьявола 3 | 17 августа 1990 | $26,098,824      | $12,925,427       | $39,024,251     | #3,546                     |                | $11 млн     | [ 29 ]        |
| Изгоняющий дьявола: Начало | 20 августа 2004 | $41,821,986      | $36,288,035       | $78,110,021     | #2,192                     |                | $80 млн     | [ 30 ]        |
| Изгоняющий дьявола: Приквел | 20 мая 2005     | $251,495(L)      |                   | $251,495        | #10,991                    |                | $30 млн     | [ 31 ]        |
| Изгоняющий дьявола: Верующий | 6 октября 2023  | $61,604,670      | $62,368,589       | $123,973,259    | #1,452                     | #1,487         | $30 млн     | [ 32 ]        |
| Сумма | Сумма           | $393 531 761     | $247 599 996(A)   | $713 414 313(A) |                            |                | $177 млн(A) | [ 33 ]        |
| Примечания: - Темно-серые ячейки указывают, что информация о фильме недоступна. - (L) указывает на то, что фильм вышел в ограниченный прокат. - (A) указывает скорректированные итоги на основе текущих цен на билеты (калькуляция Box Office Mojo). |                 |                  |                   |                 |                            |                |             |               |

### Оценки критиков и зрителей
| Фильм                           | Rotten Tomatoes  | Metacritic          | IMDb   | КиноПоиск |
| ------------------------------- | ---------------- | ------------------- | ------ | --------- |
| Изгоняющий дьявола              | 78% (171 отзыв)  | 81/100 (21 отзыв)   | 8.1/10 | 7.7       |
| Изгоняющий дьявола 2            | 9% (64 отзыва)   | 39/100 (11 отзывов) | 3.8/10 | 4.1       |
| Изгоняющий дьявола 3            | 58% (45 отзывов) | 43/100 (19 отзывов) | 6.5/10 | 5.3       |
| Изгоняющий дьявола: Начало      | 10% (134 отзыва) | 30/100 (22 отзыва)  | 5.1/10 | 5.6       |
| Изгоняющий дьявола: Приквел     | 30% (46 отзывов) | 55/100 (16 отзывов) | 5.2/10 | 4.7       |
| Изгоняющий дьявола (телесериал) | 89% (11 отзывов) | 62/100 (29 отзывов) | 7.9/10 | 7.5       |
| Изгоняющий дьявола: Верующий    | 22% (241 отзыв)  | 39/100 (51 отзыв)   | 4.9/10 | 5.3       |

## Награды и номинации
«Изгоняющий дьявола» был номинирован на десять премий «Оскар» в 1974 году, выиграв две. Это был первый фильм ужасов, номинированный на лучший фильм. Фильм также был номинирован на семь премий «Золотой глобус», выиграв четыре.
| Премия         | Категория                                              | Номинанты                                                  | Результат |
| -------------- | ------------------------------------------------------ | ---------------------------------------------------------- | --------- |
| Оскар          | Лучший фильм                                           | Уильям Питер Блэтти                                        | Номинация |
| Оскар          | Лучший режиссёр                                        | Уильям Фридкин                                             | Номинация |
| Оскар          | Лучшая женская роль                                    | Эллен Бёрстин                                              | Номинация |
| Оскар          | Лучшая мужская роль второго плана                      | Джейсон Миллер                                             | Номинация |
| Оскар          | Лучшая женская роль второго плана                      | Линда Блэр                                                 | Номинация |
| Оскар          | Лучший адаптированный сценарий                         | Уильям Питер Блэтти                                        | Победа    |
| Оскар          | лучший монтаж                                          | Джордан Леондопулос, Бад Смит, Эван А. Лоттман, Норман Гэй | Номинация |
| Оскар          | Лучшая работа художника-постановщика                   | Билл Мэлли (постановщик), Джерри Вундерлих (декоратор)     | Номинация |
| Оскар          | Лучшая операторская работа                             | Оуэн Ройзман                                               | Номинация |
| Оскар          | лучший звук                                            | Роберт Кнадсон, Кристофер Ньюман                           | Победа    |
| Золотой глобус | Премия «Золотой глобус» за лучший фильм — драма        | Премия «Золотой глобус» за лучший фильм — драма            | Победа    |
| Золотой глобус | Премия «Золотой глобус» за лучшую женскую роль — драма | Эллен Бёрстин                                              | Номинация |
| Золотой глобус | Лучшая мужская роль второго плана                      | Макс фон Сюдов                                             | Номинация |
| Золотой глобус | Лучшая женская роль второго плана                      | Линда Блэр                                                 | Победа    |
| Золотой глобус | Лучший режиссёр                                        | Уильям Фридкин                                             | Победа    |
| Золотой глобус | Лучший сценарий                                        | Уильям Питер Блэтти                                        | Победа    |
| Золотой глобус | Лучший дебют актрисы                                   | Линда Блэр                                                 | Номинация |

В 1991 году «Изгоняющий дьявола 3» получил премию «Сатурн» от Академии научной фантастики, фэнтези и фильмов ужасов США за лучший сценарий (Уильям Питер Блэтти) и был номинирован на лучшую мужскую роль второго плана (Брэд Дуриф) и лучший фильм ужасов. Однако он также был номинирован на премию «Золотая малина» за худшую мужскую роль (Джордж К. Скотт). В 2005 году «Изгоняющий дьявола: Начало» был номинирован на две премии «Золотая малина»: «Худший режиссер» (Ренни Харлин) и «Худший ремейк или продолжение».

## Наследие
Успех «Изгоняющего дьявола» вдохновил ряд фильмов, связанных с одержимостью, по всему миру. Первый был «За дверью», итальянский фильм с Джульет Миллс в роли женщины, одержимой дьяволом. Она появилась в США годом позже. В том же 1974 году был снят турецкий фильм «Шейтан» (по-турецки «Сатана»; оригинальный фильм также был показан с таким же названием), представляющий собой ремейк оригинала почти от сцены к сцене. В том же году в Германии был выпущен фильм на тему экзорцизма «Магдалена, в доме Тойфель бесессен». В 1975 году Британия выпустила фильм «Дьявол внутри нее» (также называемый «Я не хочу рождаться») с Джоан Коллинз в роли экзотической танцовщицы, которая рожает одержимого демоном ребенка.
В 1987 году Warner Bros. выпустила короткометражный анимационный фильм с участием Даффи Даком под названием «Дуксорцист», который был пародией на «Изгоняющего дьявола», в котором группа духов вселяется в утку женского пола. Даффи в конце концов удаётся избавиться от них в женском образе. Аналогичным образом в 1974 году был выпущен фильм о чёрной эксплуатации под названием «Эбби». В то время как фильмы «Шейтан» и «Магдалена, в доме Тойфель бесессен» были защищены от судебного преследования законами стран их происхождения, продюсеры «Эбби» (съёмки проходили в Луизиане) подали в суд на Warner Bros. Фильм был снят с проката, но не раньше, чем собрал 4 миллиона долларов.
Пародия «Рецидив» была выпущена в том же году, что и «Изгоняющий дьявола 3», где Блэр высмеивала роль, которую она сыграла в оригинале. Ещё одна пародия была сделана в Италии актёром и комиком Чиччо Инграссиа в 1977 году под названием «Л'Эзорчиччо». Пролог к фильму «Очень страшное кино 2» представлял собой короткую пародию на несколько сцен из оригинального фильма.
В эпизоде «Симпсонов» 1995 года (под названием «Home Sweet Homediddly-Dum-Doodily») Барт, Лиза и Мэгги попадают под опеку семьи Фландерс. После того, как Лиза рассказывает, что ни она, ни Барт, ни Мэгги не крещены, Нед решает крестить их. По дороге на крещение Мэгги поворачивает голову по сторонам, как Линда Блэр в «Изгоняющем дьявола».
В «Невесте Чаки, когда Чаки лежит на кровати, его голова поворачивается во все стороны как раз перед тем, как убить Дэмиена. Тиффани с волнением наблюдает за этим.
Фильм был пародирован в эпизоде «Гетто» «Вонючка наносит ответный удар» (2 сезон, 4 серия).
В комедийном фильме-катастрофе 2013 года «Апокалипсис по-голливудски» говорилось об экзорцизме, когда Джона Хилл одержим демоном, а Джей Барушель проводит обряд изгнания нечистой силы, повторяя строки из фильма.

## В других медиа
Ограниченный тираж бокс-сета был выпущен в 1998 году. Тираж был ограничен 50 тысячами экземплярами, причём доступные экземпляры распространялись по Интернету. Существует две версии: специальное издание VHS и специальное издание DVD. Единственное различие между двумя копиями — это формат записи.

### DVD
- Оригинальный фильм с восстановленной плёнкой и цифровым обновлённым звуком, с широкоэкранным соотношением сторон 1,85:1.
- Вступительное слово режиссёра Уильяма Фридкина.
- Интервью с режиссёром и сценаристом.
- Документальный фильм Би-би-си 1998 года.
- Театральные трейлеры и телепрограммы.

### Blu-ray
Издание на Blu-ray содержит новую реставрацию, включающую как театральную версию 1973 года, так и «версию, которую вы никогда не видели» 2000 года. Он был выпущен 5 октября 2010 года. В рамках подготовки к 41-й годовщине первого фильма в сентябре 2014 года было выпущено полное собрание серии под названием «Изгоняющий дьявола: полная антология», содержащее все пять фильмов, восстановленных на Blu-ray. Остальные части франшизы также впервые были выпущены отдельным изданием на Blu-ray, за исключением «Изгоняющий дьявола: Приквел», который можно получить только на Blu-ray, купив сборник.

### Вырезанные сцены
Акробатка Линда Р. Хагер была нанята для исполнения печально известной «сцены прогулки паука», которая была снята 11 апреля 1973 года. Фридкин удалил сцену незадолго до первоначальной даты выхода 26 декабря 1973 года, потому что он чувствовал, что это было неэффективно технически. Однако, благодаря передовым разработкам в области цифровых медиа-технологий, Фридкин работал с CGI-художниками, чтобы сцена выглядела более убедительно для театрально переизданной в 2000 году версии «которую вы никогда не видели». Со времени выхода оригинальной версии всё ещё существуют мифы и слухи о том, что было снято множество сцен с прогулкой паука, несмотря на то, что Фридкин настаивал на том, что альтернативная версия никогда не снималась.

### Видеоигры
Видеоигра ужасов VR под названием «The Exorcist: Legion VR» была опубликована в Steam, Oculus и PlayStation в 2018 году и была основана на событиях «Изгоняющий дьявола 3».

## Отменённые проекты
В ноябре 2009 года Блэтти планировал снять мини-сериал «Изгоняющий дьявола».
В сентябре 2015 года Morgan Creek Productions продавала свою библиотеку фильмов, сохраняя при этом права на ремейки и сиквелы ключевых фильмов, включая «Изгоняющего дьявола». Начали циркулировать слухи о том, что оригинальный фильм будет переделан, которые позже были опровергнуты Morgan Creek.